# Cairnholy
Die Megalithanlagen von Cairnholy (I + II) liegen 150 m voneinander entfernt auf einem Hang über der Kirkdale-Schlucht östlich von Carsluith an der Wigtown Bay in der Grafschaft Dumfries and Galloway in Schottland. Die Fundstätten befinden sich oberhalb von Kirkdale an der A75.

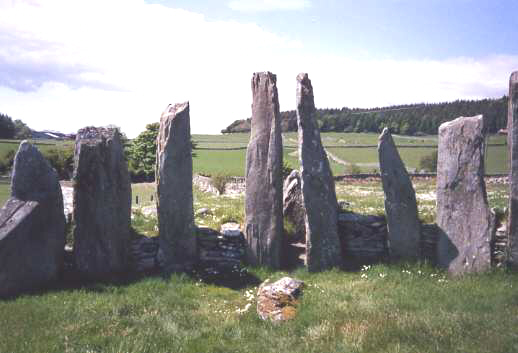
Cairnholy I, Fassade mit den beiden Portalstelen

Es sind relativ gut erhaltene Anlagen des Clyde-Tomb-Typs, deren Steinhügel allerdings abgetragen waren, inzwischen aber wieder restauriert sind. In den Hügeln der Umgebung existieren zahlreiche prähistorische Monumente. Die beiden 5000 Jahre alten Anlagen gehören zu den frühesten Denkmälern in der Gegend. Neben weiteren Cairns (Cairnderry) sind Menhire, Steinkreise und Cup-and-Ring-Markierungen (Bardriston, Barholm, Carnholy 4 und 5, High Auchenlarie, Kirkclaugh, Kirkmuir 1 und 2) vertreten.

## Cairnholy I

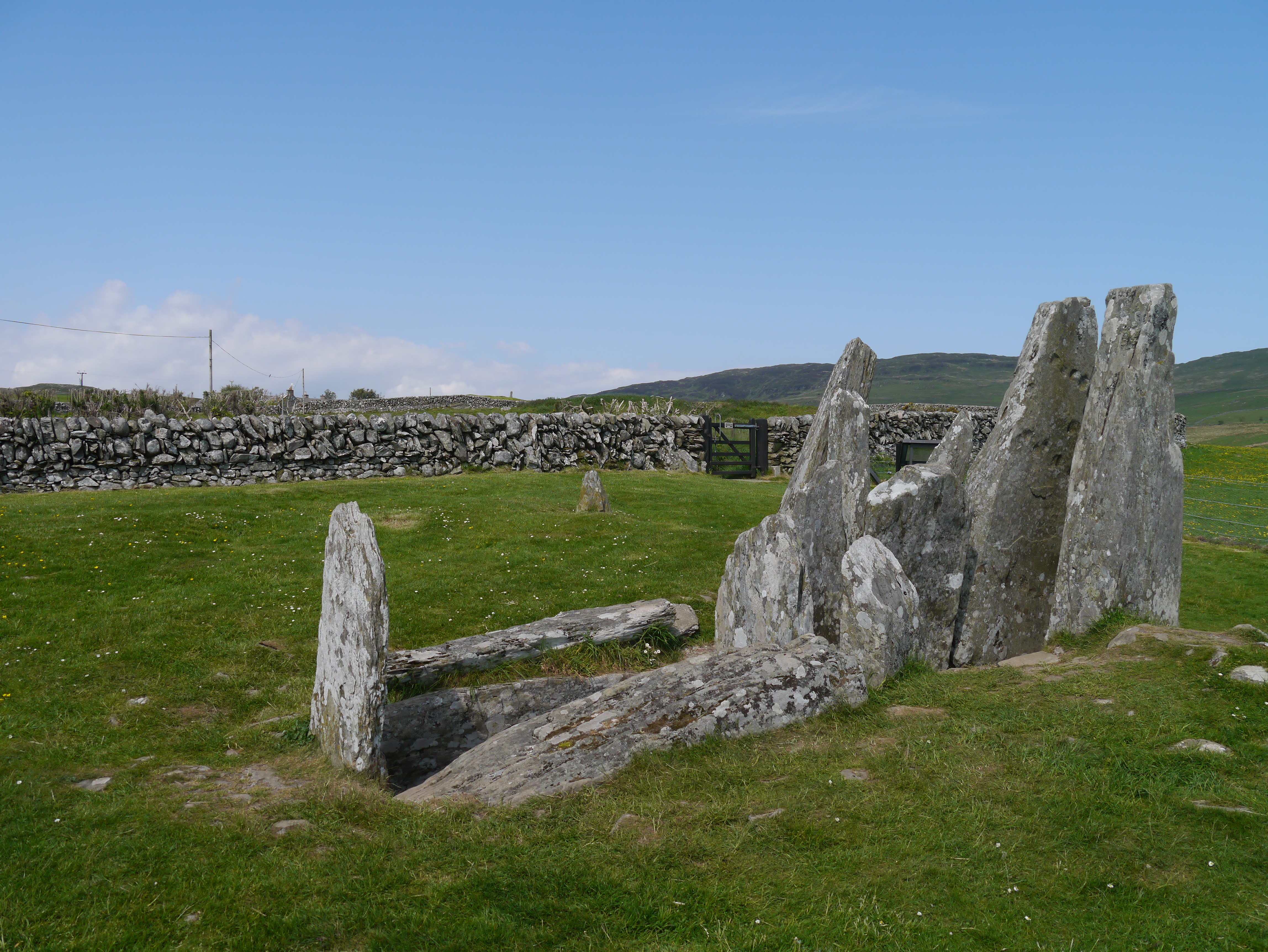
Cairnholy I

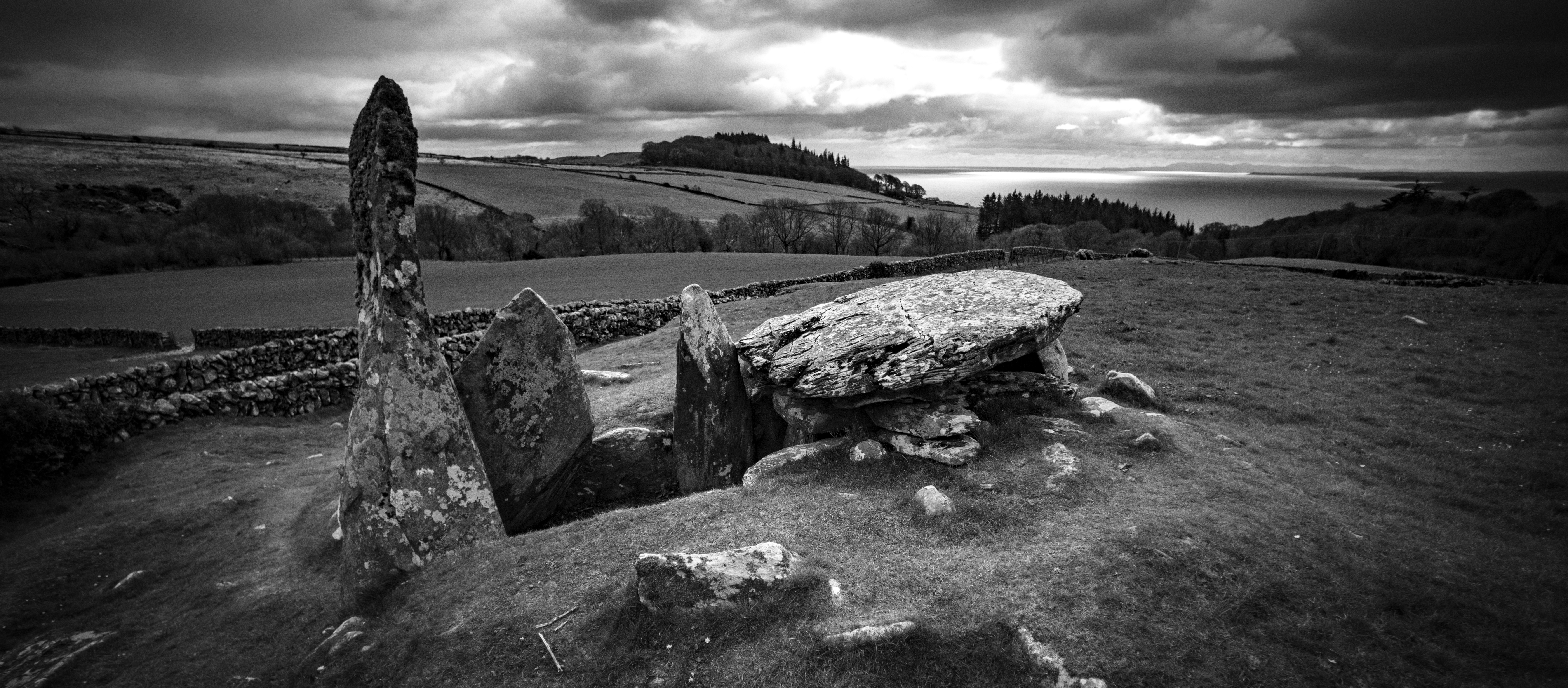
Cairnholy I

Erhalten sind acht hohe schlanke Steine der leicht konkaven Exedra und viele Steine der Kammer. Besonders auffällig sind die beiden an die drei Meter hohen Portalstelen. Sie bildeten den Zugang zur Kammer, die durch einen hohen, schmalen Verschlussstein abgeriegelt war, für den es im Boden ein Loch zur Verankerung gab. Der Verschlussstein liegt heute umgestürzt zwischen den Portalstelen. Der Cairn war ursprünglich etwa 43 m lang und zehn Meter breit. Der trapezförmige Steinhügel, der die Kammer bedeckte, ist west-ost-orientiert. Die Kammer bestand aus zwei Bereichen, der weiter hinten liegende Teil war von dem näher am Eingang liegenden Bereich ebenfalls durch einen Verschlussstein getrennt.

### Funde
Bei den Ausgrabungen im Jahre 1949 durch Stuart Piggott und Thomas George Eyre Powell wurden keine Bestattungen gefunden, da sich die Knochen in dem sauren Boden aufgelöst hatten. Einige Grabbeigaben konnten geborgen werden. Die bedeutendsten sind der Teil einer Axt, aus grünem Jadeit, das aus den Alpen stammt, und eine blattförmige Pfeilspitze. Diese Beigaben stammen aus dem vorderen Teil der Kammer. Hier fanden sich auch Scherben von Töpferware. Der Rand eines Gefäßes wurde in dem Loch für den Verschlussstein entdeckt. In der hinteren Kammerabteilung konnten zur Zeit der Grabung nur mehr wenige Reste von Grabbeigaben sichergestellt werden, darunter Scherben von Behältern und ein mit einer Cup-and-Ring-Markierung versehener Stein mit sechs konzentrischen Ringen.
Der Vorhof der Grabanlage wurde für Ritualzeremonien benutzt. Vor dem nördlich des Eingangs liegenden Teil der Exedra wurden in der Nähe einer kleinen Feuerstelle Teile eines flachen Gefäßes sowie ein Abschlag aus Pechstein entdeckt, der von der Isle of Arran stammt. Die Herdstelle wurde später mit Erde überdeckt in der die Reste von vier kleineren Feuerstellen gefunden wurden. Wie groß der zeitliche Abstand der Feuerstellen war, konnte noch nicht festgestellt werden. Ein Steinsockel an der Grenze des Vorhofs gegenüber den beiden Portalstelen markiert eine weitere Feuerstelle.

### Bauphasen
Das unzugängliche hintere Abteil der Kammer, das auch bei der Grabanlage von Cairnholy II zu finden ist, deutet darauf hin, dass die Anlagen in mindestens zwei Phasen errichtet worden sind. Der innere Teil der Kammer ist der ältere und es wird angenommen, dass er ursprünglich als Steinkiste in einem kleineren Cairn errichtet wurde. Dieser wurde dann durch den Anbau einer zweiten Kammer und deren Überdeckung mit Steinen erweitert.
Der 1,5 m hohe Verschlussstein zwischen dem hinteren und dem vorderen Teil der Kammer ist wesentlich höher als die Seitenplatten der Kammer und macht einen Zugang vom Eingangsbereich her unmöglich. Grahem Ritchie stellte fest, dass die in einer frühen Phase errichteten runden Cairns in Schottland nur durch die Abtragung der oberen Partie der Steinhügel und das Abheben des Decksteins neuerlich zugänglich gewesen sein können. Später wurden viele dieser Anlagen erweitert und mit einer Fassade und einem hohen Eingang versehen. Ein von diesem Eingang her betretbare Kammer, die meist auch gepflastert war und die Errichtung eines Vorplatzes deuten auf eine geänderte Nutzung der erweiterten Monumente.
Bei seinen Ausgrabungen hatte Piggott einen Schnitt durch die Basis des Monuments im rechten Winkel zu seiner Achse gelegt. Dabei zeigte sich, dass im äußeren Teil des Cairns offenbar andere, kleinere Steine verwendet worden waren, als im inneren Teil. An der Grenze dieser beiden Gesteinsarten wurden größere, nach innen zu schräg stehende Steine gefunden, die heute als Begrenzung eines inneren Bauteils interpretiert werden. Die äußeren Randsteine wurden in einer nach außen hin schräg stehenden Lage vorgefunden.
Die Fundstücke aus Cairnholy, darunter die Jadeit-Axt, werden im Royal Museum in Edinburgh aufbewahrt.

## Cairnholy II

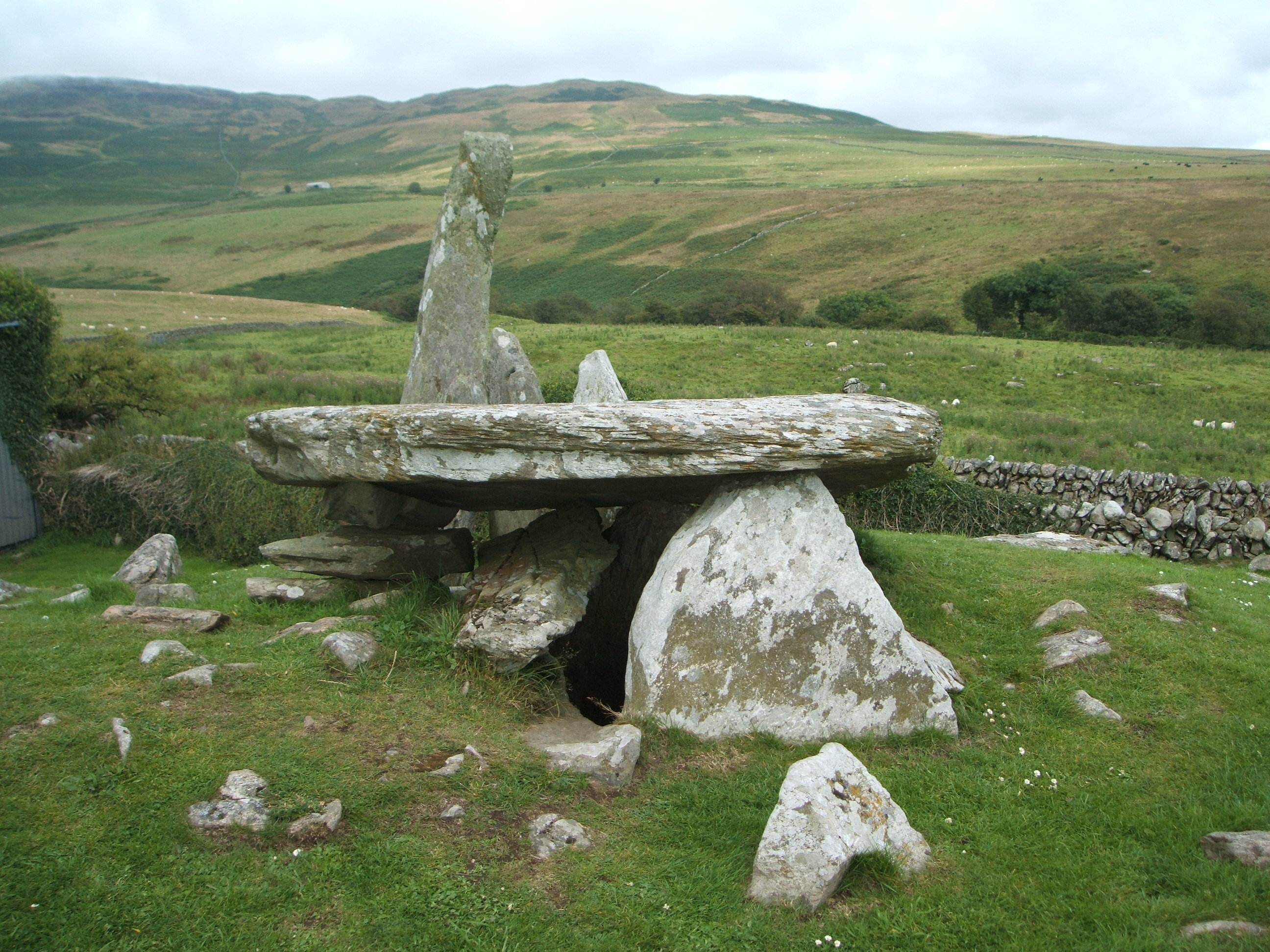
Cairnholy II, Grabkammer

Eine im Aufbau Cairnholy I sehr ähnliche, aber kleinere Anlage ist Cairnholy II. Auch dieser Cairn enthielt eine zweigeteilte Grabkammer. Bis auf den ausgegangenen Hügel ist dieses Grab gut erhalten. Einer der beiden Portalsteine ist zerbrochen, eine megalithische Fassade wie bei Cairnholy I gab es nicht. Cairnholy II liegt auf einer Erhebung rund 150 m vom benachbarten Cairn entfernt. Es kann sein, dass diese bemerkenswerte, weithin sichtbare Landmarke zu der lokalen Tradition geführt hat, das Grab mit dem mythischen schottischen König Galdus zu verbinden. Diese Legende besteht allerdings auch für den nahe gelegenen Steinkreis von Torhousekie.